# 天津滨江国际大饭店

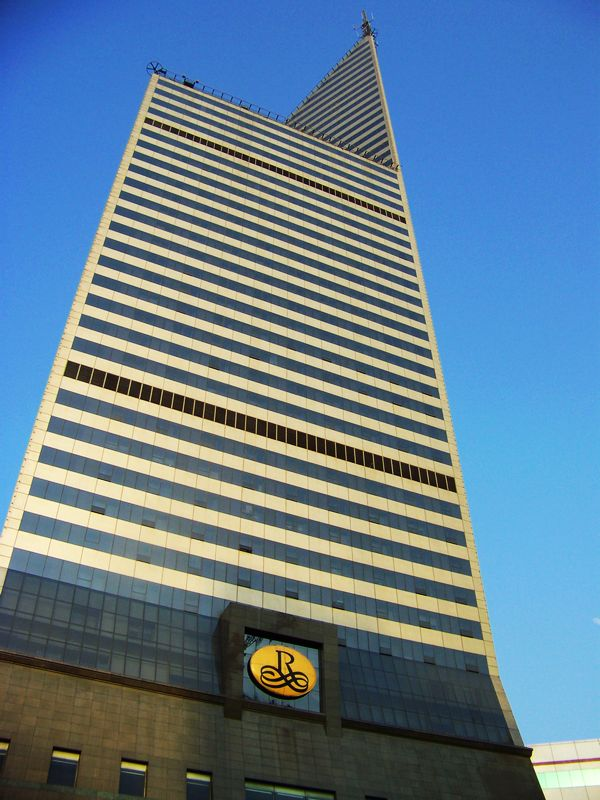
天津滨江万丽酒店

天津滨江国际大饭店，2002年至2016年曾由万豪酒店集团管理名为天津滨江万丽酒店（Renaissance Tianjin Hotel）是天津一座由美国萬豪酒店集團(Marriott)管理的国际五星级酒店，位處和平区小白楼建设路105号。酒店于2002年8月28日开业。酒店楼高47层，共提供273間套房，标准间面积27平米。

## 酒店設施
- 大堂吧
- 万丽咖啡厅
- 健康中心
- 有氧跳操房
- 室内游泳池
- 桑拿
- 蒸气浴
- 停車場
- 購物中心[1]

## 餐廳
- 满福楼中餐厅

## 周围设施
- 天津音乐厅
- 1902欧式风情街
- 郎香街
- 凯旋门购物中心
- 金皇大厦

## 交通
- 天津地铁一号线小白楼站

## 參看
- 萬豪酒店集團

## 外部連結
- 天津滨江万丽酒店